# Úrvalsdeild Karla 1967
La Úrvalsdeild Karla 1965 fue la 56.ª edición del campeonato de fútbol islandés. El campeón fue el ÍBA, tras superar en la última fecha por un punto al Valur Reykjavik, clasificando a la Copa de Campeones de Europa 1968-69. ÍA descendió a la 1. deild karla.

## Tabla de posiciones
|   | Equipo          | PJ | PG | PE | PP | GF | GC | Dif | Pts |
| - | --------------- | -- | -- | -- | -- | -- | -- | --- | --- |
| 1 | Valur Reykjavik | 10 | 6  | 2  | 2  | 21 | 17 | +4  | 14  |
| 2 | Fram Reykjavik  | 10 | 5  | 4  | 1  | 15 | 11 | +4  | 14  |
| 3 | ÍBA             | 10 | 6  | 1  | 3  | 21 | 11 | +10 | 13  |
| 4 | Keflavík        | 10 | 3  | 2  | 5  | 9  | 13 | -4  | 8   |
| 5 | KR Reykjavik    | 10 | 3  | 1  | 6  | 15 | 18 | -3  | 7   |
| 6 | ÍA              | 10 | 2  | 0  | 8  | 10 | 21 | -11 | 4   |

- Datos: Q581382